# Баннистер, Роджер
Сэр Роджер Гилберт Баннистер (англ. Roger Gilbert Bannister; 23 марта 1929, Харроу, Англия, Британская империя — 4 марта 2018) — британский легкоатлет и врач-невролог, чемпион Европы 1954 года на дистанции 1500 метров, командор ордена Британской империи. Первый в истории легкоатлет, которому удалось выбежать из 4 минут на дистанции 1 миля.

## Биография
В спорте Баннистер специализировался на беге на средние дистанции. Участвовал в чемпионате Европы по лёгкой атлетике в 1950 году в Брюсселе, где завоевал бронзовую медаль на дистанции в 800 метров. На Олимпийских играх в Хельсинки (1952) он занимает 4-е место в беге на 1500 метров с национальным рекордом 3.46,0. После этого спортсмен поставил перед собой цель пробежать 1 милю (то есть 1609 метров) быстрее, чем за 4 минуты — что являлось мировым рекордом. 6 мая 1954 года, будучи студентом Оксфордского университета, он на университетской спортивной площадке на Иффли-роуд (Оксфорд) пробежал эту дистанцию за 3.59,4 минуты, поставив, таким образом, мировой рекорд в беге на одну милю.

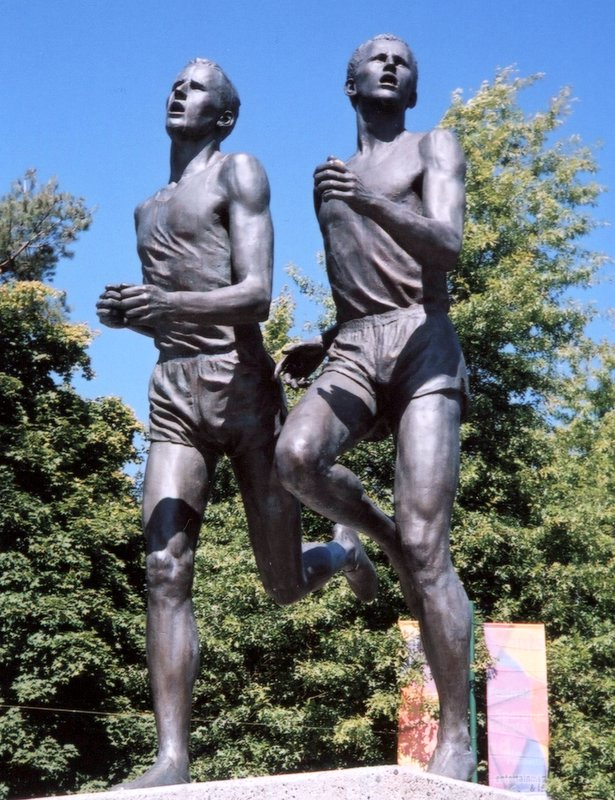
Драматический момент забега, запечатлённый скульптором Джеком Харманом (Jack Harman) в 1967 году на основе газетной фотографии 1954 г. Скульптура находится в ванкуверском парке

7 августа 1954 года на Играх Содружества в Ванкувере был забег, в котором вновь встретились два лучших бегуна на милю — Роджер Баннистер (Англия) и Джон Лэнди (Австралия). Этот забег считается самым известным забегом на милю в истории спорта. Баннистер бежал вторым номером всю дистанцию, но на последнем круге ушёл в отрыв, в итоге победив с результатом 3.58,8. Забег получил название «Миля столетия» (англ. Miracle Mile). Драматическое соперничество Баннистера с Джоном Ланди запечатлено в ванкуверской скульптуре в том моменте забега, когда Лэнди оглядывается через левое плечо, а Баннистер обходит справа.
В том же 1954 году Баннистер становится чемпионом Европы в беге на 1500 метров на чемпионате Европы в Берне, после чего уходит из большого спорта.
После окончания своей спортивной карьеры Баннистер делает себе имя как известный врач-невротерапевт, продолжая при этом сотрудничать с различными спортивными организациями. В 1971—1974 годах он являлся председателем «Спортивного совета Великобритании» (англ. Sport Council of Great Britain), а 1976—1983 гг. он — президент «Международного совета по спорту и физическому воспитанию» (англ. International Council of Sport and Physical Education). В 1975 году Баннистер был произведён королевой Елизаветой II в рыцари. Был также директором Национальной клиники по нервным заболеваниям в Лондоне и издателем научной периодики в области неврологии.
В 2017 году награждён орденом Кавалеров Почёта.